# Bravo !
Pour les articles homonymes, voir Bravo.
Bravo ! (en néerlandais : Bravo!) est un hebdomadaire de bande dessinée belge, créé le 3 mai 1936 dans son édition en néerlandais et le 19 décembre 1940 dans son édition en français. Le dernier numéro paru est daté du 17 avril 1951.

## Édition en néerlandais

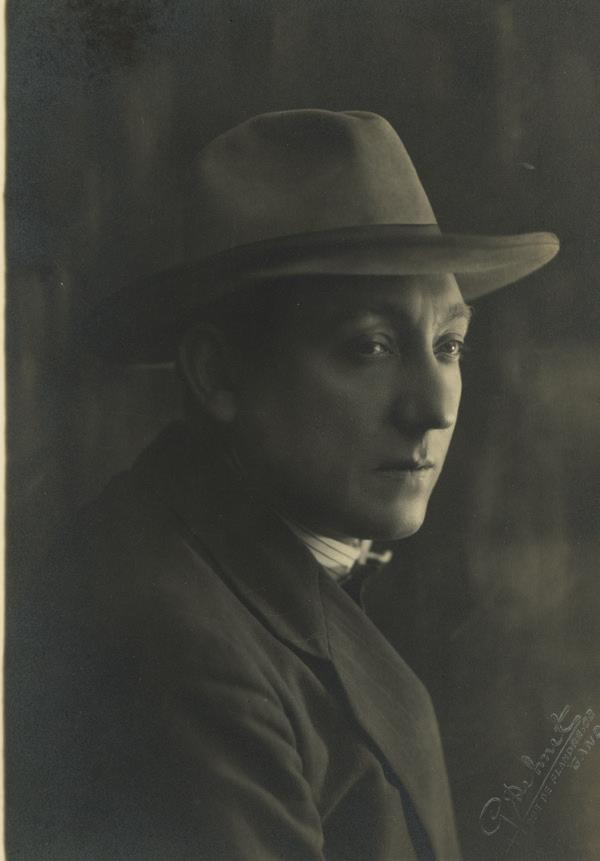
Jean Ray

Jean Meewissen, éditeur d'origine hollandaise lance en 1936, Bravo !, un nouvel hebdomadaire destiné aux néerlandophones de Belgique et des Pays-Bas. L'écrivain belge Jean Ray a été secrétaire de rédaction de cet l'hebdomadaire de 1936 à 1940 paraissant alors exclusivement en néerlandais. L’intégralité de sa participation littéraire restera anonyme, dissimulée derrière plus de 150 pseudonymes pour y faire paraître jusqu’en 1940 (soit en un peu moins de quatre ans), environ 250 nouvelles et romans ainsi que plus de 450 articles.
Les premières séries sont essentiellement américaines : Flash Gordon, Jungle Jim, Félix le chat, Les Garnements.

## Édition en français
L'occupation en 1940 lui bloquant les portes du marché hollandais, Jean Meewissen décide de lancer une version francophone du journal.
À côté des auteurs américains apparaissent alors de jeunes dessinateurs belges et français : Jacques Laudy (Bimelabom et sa petite sœur Chibiche), Edgar P. Jacobs (Le Rayon U, du n° 5 de 1943 au n° 15 de 1945), Sirius (Les aventures de Polochon), Albert Uderzo (Capitaine Marvel Jr), Jean Trubert (Chevalier Printemps), Calvo (Tom Mix et Cricri), Alain Saint-Ogan (Zig et Puce) et, sous le pseudonyme de Marleb, Jacques Martin (Œil de Perdrix et Lamar l'homme invisible).
En 1942, lorsque les États-Unis entrent en guerre, l'arrivée de planches de Flash Gordon fournies par l'agence Opera Mundi, s'interrompt. La rédaction demande alors à Jacobs de poursuivre la série en imitant le style d'Alex Raymond. Mais après cinq semaines, la censure allemande exige l'arrêt de la série et Jacobs clôture l'histoire en une planche.
Le journal perdant sa seule série de science-fiction, Jacobs est chargé de réaliser au plus vite une nouvelle série inspirée de Flash Gordon. Ce sera Le Rayon U (du no 5 de 1943 au no 15 de 1945), dont les principaux personnages rappellent la série américaine.